# Geospiza conirostris
Geospiza conirostris là một loài chim trong họ Thraupidae. Đây là một trong những loài sẻ Darwin, đặc hữu quần đảo Galápagos (có mặt trên đảo Española, Genovesa, Darwin và Wolf). Loài này trông na ná loài Geospiza scandens nhỏ hơn và mỏ mảnh hơn, song chúng không chung sống trên bất kì đảo nào.
Môi trường sống tự nhiên của nó là rừng cây bụi khô. Nguồn thức ăn chính là Opuntia.

## Phân loại
G. conirostris được Robert Ridgway mô tả năm 1890. Đây là một loài sẻ Darwin, tên một nhóm sẻ có quan hệ gần với nhau, đặc hữu Galápagos. Nhóm chim này là nhóm chị em của Tiaris. Tổ tiên của nhóm sẻ này đến quần đảo Galápagos chừng 2–3 triệu năm trước.

## Mô tả
G. conirostris là một loài có kích thước lớn trong chi Geospiza, dài 15 cm (5,9 in). Chim trống có lông đen, với lông dưới đuôi phớt trắng. Chim mái và chim non có lông màu xám hay đen, lông thường có chóp trắng.

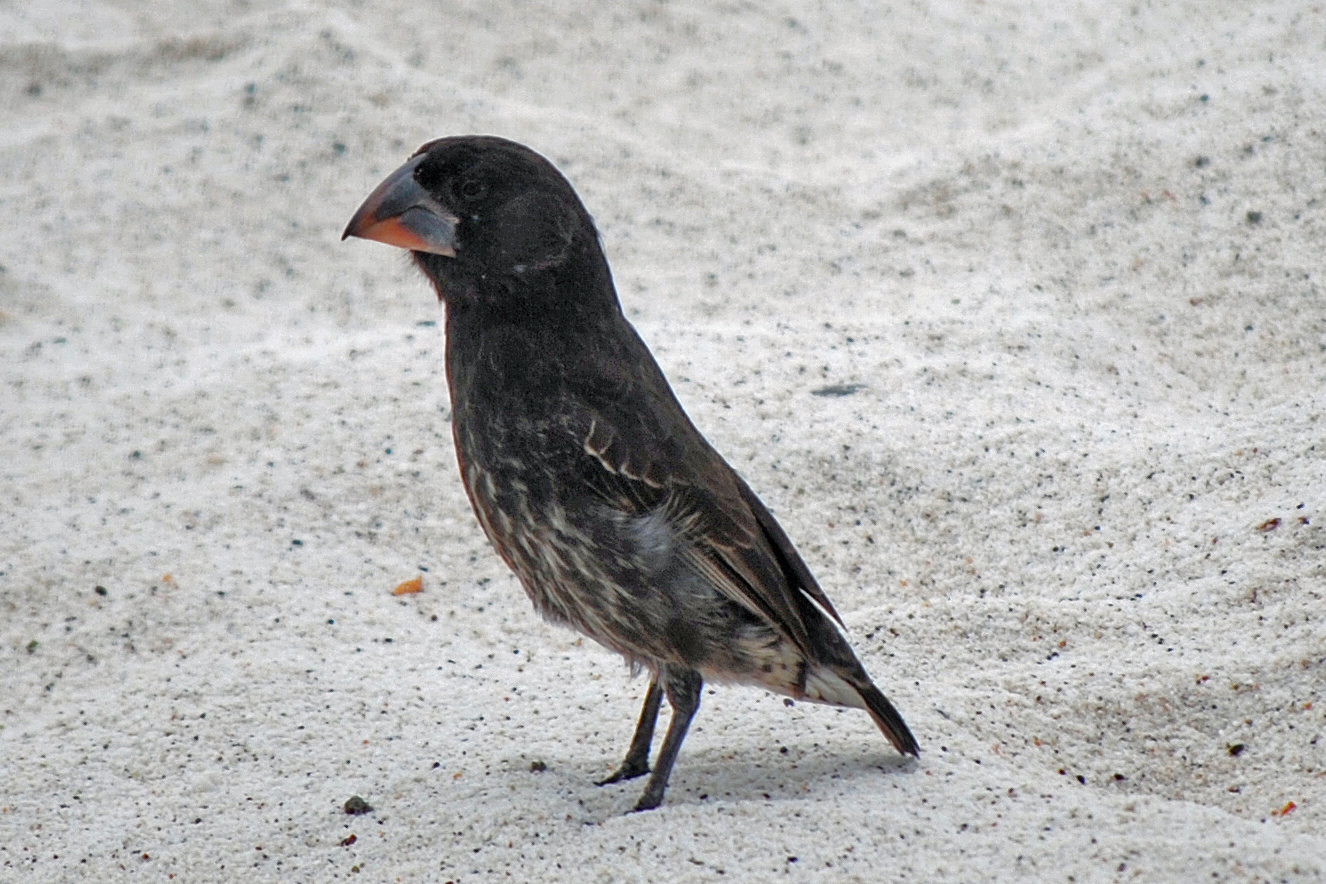
Chim mái ở Española
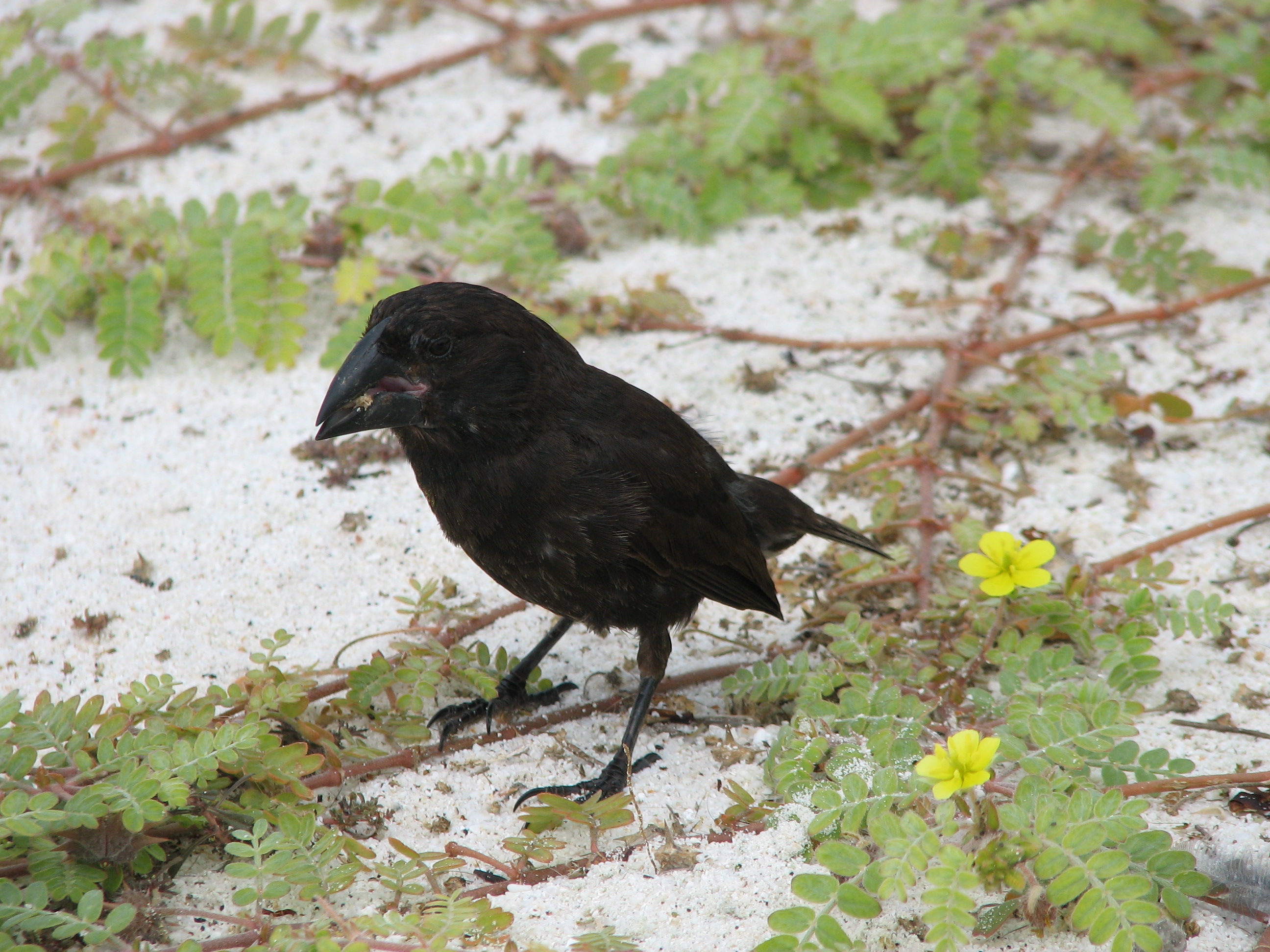
Chim trống ở Española